# Соро, Альберто
Альберто Соро (исп. Alberto Soro; род. 9 марта 1999, Эхеа-де-лос-Кабальерос, Арагон) — испанский футболист, вингер.

## Клубная карьера
Соро — воспитанник клубов «Эхеа» и «Реал Сарагоса». 25 августа 2018 года «Реус Депортиу» Альберто дебютировал в составе последних. 8 сентября в матче против «Реал Овьедо» он забил дебютный гол за клуб. В июле 2019 года, Соро перешел в мадридский «Реал» и был отдан в аренду «Реал Сарагосе». По итогам сезона помог команде выйти в плей-офф Сегунды, где «арагонцы» проиграли «Эльче».
В 2020 году, Соро перешёл в клуб «Гранада». 27 сентября в матче против «Атлетико Мадрид» он провёл дебютный матч за клуб. 21 февраля в поединке против «Уэски» Альберто забил свой первый гол.
В 2023 году на правах аренды перешёл в португальский клуб «Визела». 16 сентября в матче против «Бенфики» он дебютировал за португальский клуб. 5 ноября в матч против клуба «Каза Пия» Соро забил дебютный гол за «Визела».